# جائزة أفضل العرب
جائزة أفضل العرب (بالإنجليزية: Arab Best Award)‏ هي جائزة حديثة تم انشاءها في العام 2016 وتمنح جوائزها لثلاث فئات رئيسية من الدول العربية: فئة القيادة، فئة الأعمال وفئة نجوم المجتمع. أول حفل لهذه الجائزة كان بمدينة مراكش بالمملكة المغربية في 27 نوفمبر 2016.

## الجهة المانحة
انشئت الجائزة بمبادرة من عبد الله عبد الكريم الرئيس التنفيذي لشركة قلوبال دو تي قروب المغربية ومحمد مبارك المهندي الرئيس التنفيذي لشركة يونيفرس سبورتس ماركتينغ القطرية والشركتان منضويتان تحت مظلة اي يو جي كونسورتيوم وهو تجمع متخصص في التدريب واقامة الفعاليات الكبرى.

## هيكل الجائزة
يتكون هيكل الجائزة من ثلاثة مستويات، الأولى هي اللجنة العليا والثانية هي الامانة العامة والثالثة لجان الخبراء المتخصصة التي تختص بفرز واختيار الجهات والافراد الفائزين.

### فئات الجائزة
توجد ثلاث فئات للجائزة:
1. فئة القيادة: وتحتوي على جائزتين:
  1. وسام القيادة: (تم حجبها في 2016).
  2. جائزة الرؤية: وتقدم لقائد عربي ذو رؤية متميزة ذات تأثير ايجابي على المستويات الاقتصادية والاجتماعية. [3].
2. فئة الأعمال: في فئة الأعمال يقدم حفل الجائزة جوائزه للمؤسسات والأفراد المتميزين في قطاعات الطاقة، الأبحاث، الصناعات الغذائية، الاتصالات، النقل، التأمين، القطاع العقاري، الغرف التجارية، الإعلام والنشر، الاستثمار المتعدد، الابتكار، البتروكيماويات، التجزئة، الرعاية الصحية، إدارة الأصول والخدمات المالية.
3. فئة نجوم المجتمع والرياضيين: في فئة نجوم المجتمع يتم اختيار نجم المجتمع العربي لكل عام. بينما تشتمل الجوائز الرياضية على جائزة أفضل اتحاد رياضي عربي، أفضل الإداريين الرياضيين العرب، أفضل لاعب عربي، أفضل ناد رياضي عربي، أفضل مؤسسة رياضية عربية أفضل فريق إداري عربي وأفضل شركة رياضية عربية.

### اللجنة العليا للجائزة
وهي أعلى اجسام الامانة العامة للجائزة وتضم في عضويتها:
- سعادة البروفسور محمد الكنيدري
- سعادة الشيخ الدكتور خالد بن ثاني بن عبد الله آل ثاني
- سعادة البروفسور عبد الملك محمد عبد الرحمن
- سعادة الشيخة حياة بنت عبد العزيز
- سعادة محمد مبارك المهندي

## الفائزين

SSP 3155

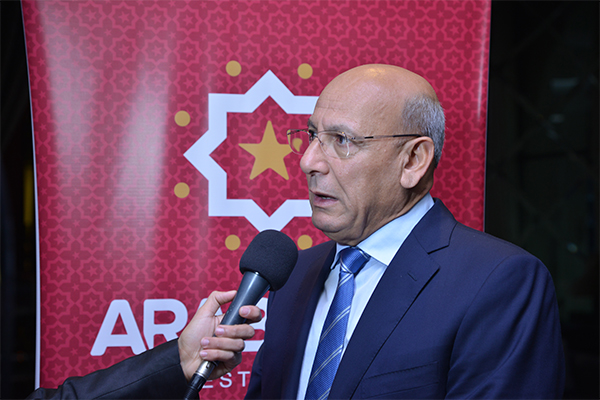
جائزة أفضل رئيس تنفيذي عربي لعام 2017

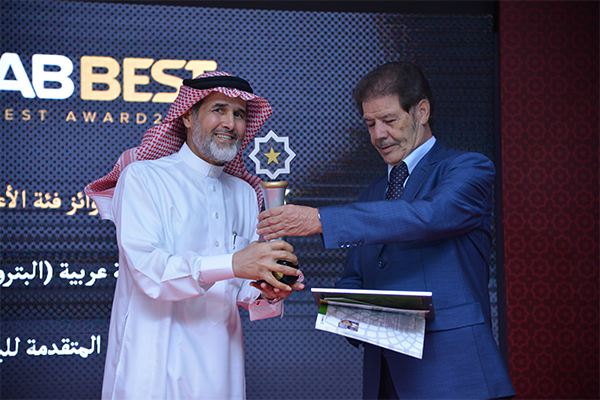
جائزة أفضل شركة عربية لعام 2017

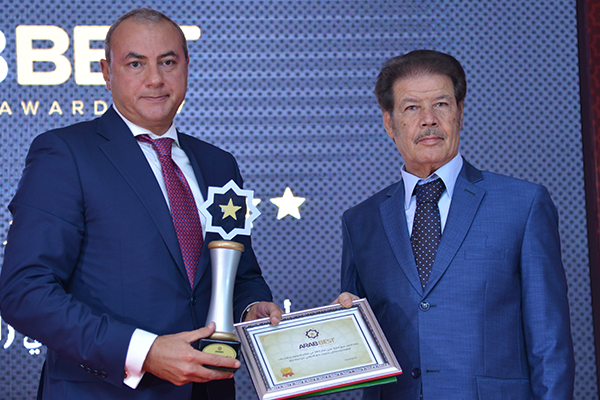
جائزة أفضل فريق إداري عربي لعام 2017

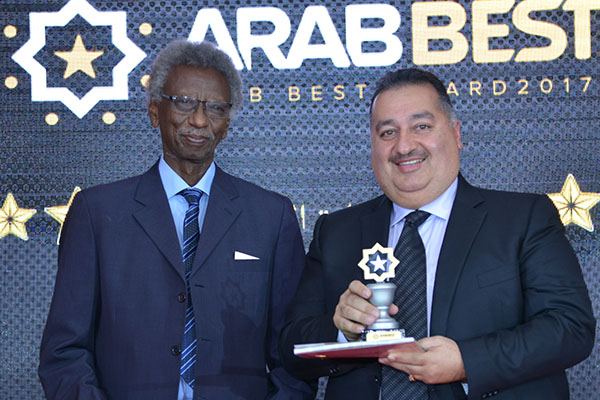
جائزة أفضل شركة عربية لعام 2017

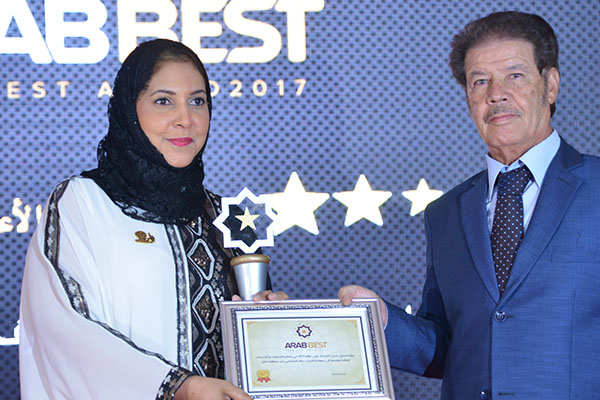
أفضل مائة رئيس تنفيذي عربي لعام 2017

### فئة الأعمال لعام 2017
| الدولة                   | الجهة الفائزة                                         | اسم الجائزة                  | القطاع                      |
| ------------------------ | ----------------------------------------------------- | ---------------------------- | --------------------------- |
| السعودية                 | الشركة المتقدمة للبتروكيماويات                        | أفضل شركة عربية              | قطاع البرتروكيماويات        |
| السعودية                 | المهندس عبد الله القرعوي                              | أفضل مدير تنفيذي عربي        | قطاع البرتوكيماويات         |
| المغرب                   | إتصالات المغرب                                        | جائزة أفضل شركة عربية        | قطاع الاتصالات              |
| المغرب                   | المهندس عبد السلام أحيزون                             | أفضل رئيس تنفيذي عربي        | قطاع الاتصالات              |
| الأردن                   | البنك الإسلامي الأردني                                | أفضل مصرف عربي               | المصارف والخدمات المالية    |
| قطر                      | مصرف قطر الاسلامي                                     | جائزة أفضل فريق إداري عربي   | المصارف ووالخدمات المالية   |
| عُمان                     | سلام الشقصي                                           | جائزة أفضل رئيس تنفيذي عربي  | المصارف والخدمات المالية    |
| قطر                      | معهد قطر لبحوث الطب الحيوي                            | جائزة أفضل مؤسسة بحثية عربية | قطاع الابحاث                |
| قطر                      | سعادة البروفسور: عمر علي الاجنف                       | جائزة أفضل رئيس تنفيذي عربي  | قطاع الابحاث                |
| الإمارات العربية المتحدة | المركز الدولي للدراسات الملحية                        | جائزة أفضل بيئة بحثية عربية  | قطاع الأبحاث                |
| عُمان                     | شركة المدينة للتأمين                                  | أفضل شركة عربية              | قطاع التأمين                |
| عُمان                     | المؤسسة التنموية للشركة العمانية للغاز الطبيعي المسال | جائزة المسئولية الاجتماعية   | قطاع المسئولية الاجتماعية   |
| المغرب                   | المكتب الوطني للسكك الحديدية                          | جائزة أفضل شركة عربية        | قطاع النقل العام            |
| عُمان                     | الشركة الوطنية للعبارات                               | جائزة أفضل شركة عربية        | قطاع النقل البحري           |
| قطر                      | شركة الكهرباء والماء القطرية (كهرماء)                 | جائزة أفضل شركة عربية        | قطاع الطاقة والمرافق العامة |
| الكويت                   | شركة المجموعة المتحدة للصناعات الغذائية               | جائزة أفضل فريق إداري عربي   | قطاع الصناعات الغذائية      |
| الكويت                   | شركة بو خمسين القابضة                                 | جائزة أفضل شركة عربية        | قطاع الشركات القابضة        |
| المغرب                   | الهيئة العربية للطيران المدني                         | جائزة أفضل منظمة عربية       | قطاع العمل العام            |
| المغرب                   | مجموعة العمران                                        | جائزة أفضل شركة عربية        | القطاع العقاري              |
| قطر                      | جمعية قطر الخيرية                                     | جائزة أفضل مؤسسة خيرية عربية | قطاع العمل الخيري           |
| الإمارات العربية المتحدة | شركة عارف وبن طوق                                     | جائزة أفضل فريق إداري        | القطاع العقاري              |

### فئة نجوم المجتمع والرياضيين 2017
| الدولة                   | الجهة الفائزة                                                           | اسم الجائزة                                 |
| ------------------------ | ----------------------------------------------------------------------- | ------------------------------------------- |
| المغرب                   | سعادة الدكتورة رجاء ناجي مكاوي                                          | جائزة أفضل عمل تنويري عربي                  |
| المغرب                   | الفنان التشكيلي المغربي خلدون بوشعيب عن لوحته (محمد صلى الله عليه وسلم) | جائزة أفضل عمل فني عربي                     |
| الإمارات العربية المتحدة | الاتحاد الإماراتي للجو جيتسو                                            | جائزة أفضل اتحاد رياضي عربي                 |
| المغرب                   | نادي الوداد البيضاوي                                                    | جائزة أفضل ناد رياضي عربي                   |
| السعودية                 | المنتخب السعودي                                                         | جائزة أفضل منتخب رياضي عربي                 |
| المغرب                   | المنتخب المغربي                                                         | جائزة أفضل منتخب رياضي عربي                 |
| المغرب                   | سعادة السيد فوزي لقجع / رئيس الجامعة الملكية المغربية لكرة القدم        | جائزة أفضل رئيس اتحاد رياضي عربي            |
| السعودية                 | سعادة الدكتور عادل عزت/ رئيس الاتحاد السعودي لكرة القدم                 | جائزة أفضل رئيس اتحاد رياضي عربي            |
| الإمارات العربية المتحدة | خالد الهنائي رئيس نادي الوحدة الرياضي                                   | جائزة أفضل الإداريين الرياضيين العرب        |
| قطر                      | مؤسسة أسباير زون                                                        | جأئزة أفضل مؤسسة رياضية عربية               |
| السعودية                 | نادي الهلال السعودي                                                     | جائزة المسئولية الاجتماعية / القطاع الرياضي |
| الإمارات العربية المتحدة | السيد: سالم الكربي                                                      | جأئزة أفضل مبادرة رياضية عربية              |

### فئة القيادة 2016
سمو الشيخ / محمد بن راشد آل مكتوم - جأئزة ألرؤية

### فئة الأعمال لعام 2016

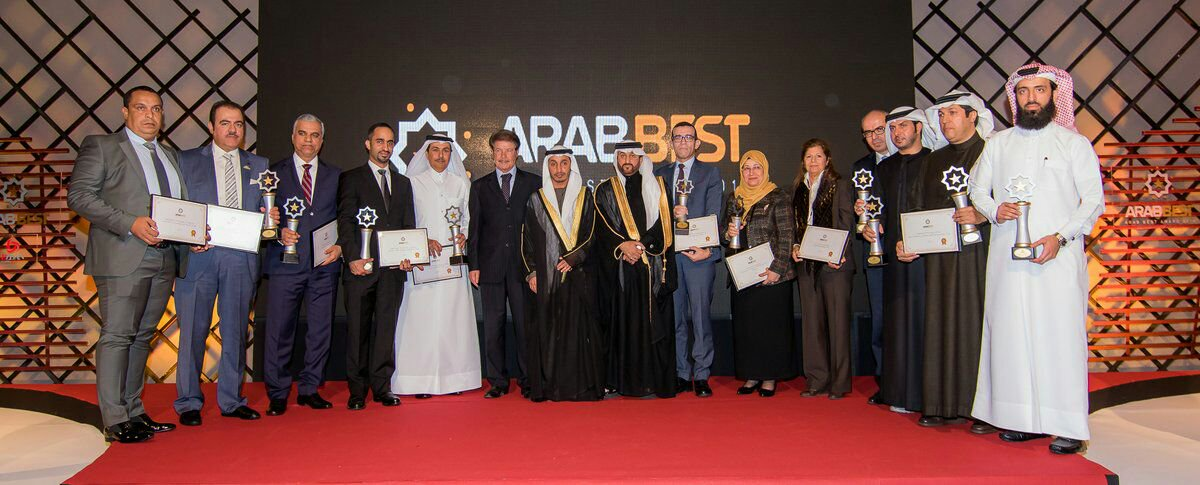
صورة جماعية للفائزين بجوائز الاعمال في حفل -جائزة أفضل العرب

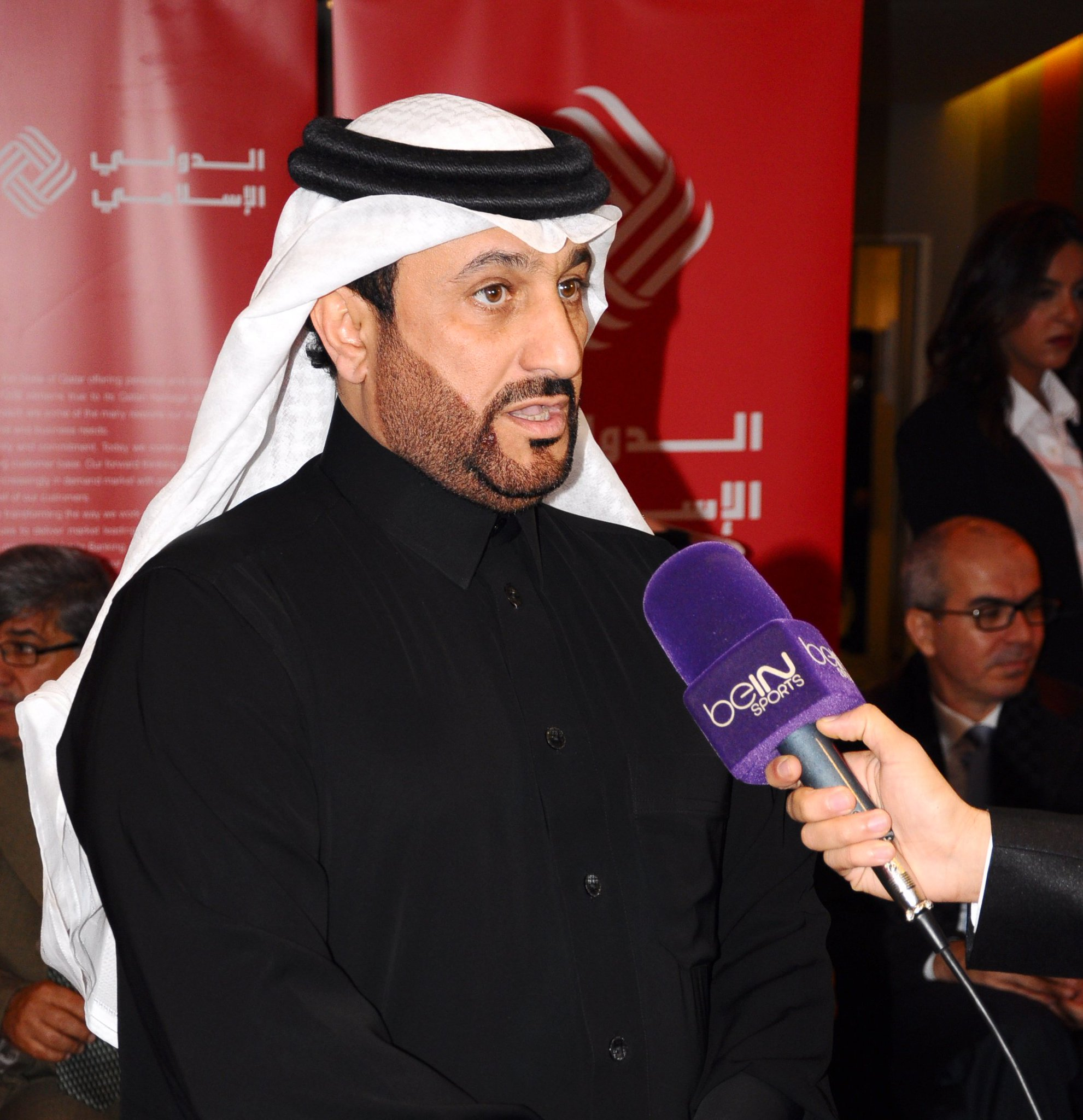
لقاء صحفي لسعادة الشيخ أحمد العبيكان مع قناة بي ان سبورت @beINSPORTS أتناء حفل جائزة أفضل العرب 2016

| الدولة                   | الجهة الفائزة                            | اسم الجائزة                                    | القطاع               |
| ------------------------ | ---------------------------------------- | ---------------------------------------------- | -------------------- |
| قطر                      | أوريدو                                   | أفضل فريق إداري عربي - قطاع الاتصالات          | قطاع الاتصالات       |
| الإمارات العربية المتحدة | اتصالات الإمارات                         | أفضل شركة عربية - قطاع الاتصالات               | قطاع الاتصالات       |
| البحرين                  | المهندسة منى الهاشمي - باتلكو            | أفضل رئيس تنفيذي عربي - قطاع الاتصالات         | قطاع الاتصالات       |
| الأردن                   | الدكتور عبد الحي زلوم - مجموعة زلوم      | أفضل رئيس تنفيذي عربي - قطاع الصناعات الغذائية | الصناعات الغذائية    |
| الإمارات العربية المتحدة | العالمية القابضة لزراعة الاسماك          | أفضل فريق إداري عربي - الصناعات الغذائية       | الصناعات الغذائية    |
| السعودية                 | شركة الجريسي لخدمات الكمبيوتر والاتصالات | أفضل شركة عربية - تقنية المعلومات              | قطاع تقنية المعلومات |
| المغرب                   | محمد زهيد - مجموعة منارة                 | أفضل رئيس تنفيذي - القطاع العقاري              | القطاع العقاري       |
| قطر                      | مؤسسة الشيخ عيد الخيرية                  | أفضل مؤسسة أعمال خيرية عربية                   | قطاع الاعمال الخيرية |
| الكويت                   | معهد الكويت للابحاث العلمية              | أفضل مؤسسة بحثية عربية                         | قطاع الابحاث         |
| قطر                      | الشركة الاسلامية القطرية للتأمين         | أفضل فريق إداري عربي - قطاع التأمين            | قطاع التأمين         |
| الإمارات العربية المتحدة | شركة أبو ظبي للاعلام                     | أفضل شركة عربية - قطاع الاعلام والنشر          | قطاع الاعلام والنشر  |
| قطر                      | مصرف الريان                              | أفضل مصرف عربي                                 | قطاع الخدمات المالية |
| العراق                   | دكتورة خولة الاسدي - مصرف الرافدين       | أفضل رئيسة تنفيذية عربية                       | قطاع الخدمات المالية |

### فئة نجوم المجتمع
في عام 2016 تم منح هذه الجائزة للطفل المغربي والقارئ المتميز للقرآن الكريم الزبير الغوزي

### فئة الرياضيين
| الدولة                   | الجهة الفائزة                                           | اسم الجائزة                      | القطاع                |
| ------------------------ | ------------------------------------------------------- | -------------------------------- | --------------------- |
| الإمارات العربية المتحدة | نادي العين الاماراتي                                    | جائزة أفضل نادي رياضي عربي 2016  | كرة القدم             |
| الإمارات العربية المتحدة | عمر عبد الرحمن                                          | جائزة أفضل لاعب عربي 2016        | كرة القدم             |
| المغرب                   | نادي قوس مراكش                                          | جائزة أفضل نادي رياضي عربي 2016  | الرماية بالقوس والسهم |
| الإمارات العربية المتحدة | نادي الوحدة الاماراتي                                   | جائزة أفضل نادي رياضي عربي 2016  | كرة السلة             |
| قطر                      | خالد بن حمد العطية – رئيس الاتحاد الرياضي العربي للشرطة | جائزة أفضل رئيس تنفيذي عربي 2016 | القطاع الرياضي        |
| الإمارات العربية المتحدة | نادي الوحدة الرياضي                                     | جائزة أفضل نادي رياضي عربي 2016  | السباحة               |
| الإمارات العربية المتحدة | نادي بالرميثة                                           | جائزة أفضل نادي رياضي عربي 2016  | التايكوندو            |
| قطر                      | الاتحاد القطري للفروسية                                 | جائزة أفضل اتحاد رياضي عربي 2016 | الفروسية              |
| المغرب                   | الجامعة الملكية المغربية للملاكمة                       | جائزة أفضل اتحاد رياضي عربي 2016 | الملاكمة              |
| عُمان                     | الجمعية العمانية للسيارات                               | جائزة أفضل اتحاد رياضي عربي 2016 | السيارات              |
| السعودية                 | الاتحاد السعودي للسباحة                                 | جائزة أفضل اتحاد رياضي عربي 2016 | السباحة               |
| الإمارات العربية المتحدة | الاتحاد الاماراتي للبولينج                              | جائزة أفضل اتحاد رياضي عربي 2016 | البولينج              |
| البحرين                  | الاتحاد البحريني لالعاب القوى                           | جائزة أفضل اتحاد رياضي عربي 2016 | ألعاب القوى           |
| تونس                     | الجامعة التونسية للمبارزة                               | جائزة أفضل اتحاد رياضي عربي 2016 | المبارزة              |